# Gotthardska železnica
Gotthardska železnica (nemško Gotthardbahn, italijansko Ferrovia del Gottardo) je švicarska transalpska železniška proga od severne Švice do kantona Ticino. Proga je pomemben del pomembne mednarodne železniške povezave med severno in južno Evropo, zlasti na koridorju Rotterdam-Basel-Genova. Železniško podjetje Gotthard (nemško Gotthardbahn-Gesellschaft) je bilo nekdanje zasebno železniško podjetje, ki je financiralo gradnjo in je prvotno upravljalo to progo.
Železnica obsega glavno progo od Immenseeja do Chiassa, skupaj z odcepi, od Immenseeja do Luzerna in Rotkreuza, od Arth-Goldauja do Zuga ter od Bellinzone do Locarna in Luina. Glavna proga, druga najvišja železniška proga v Švici, prodre v Alpe s pomočjo predora Gotthard na nadmorski višini 1151 metrov. Nato se linija spusti do Bellinzone, na 241 metrih nadmorske višine, preden se spet povzpne na prelaz Monte Ceneri, na poti do Lugana in Chiassa. Ekstremne razlike v nadmorski višini zahtevajo uporabo dolgih vzponov na vsaki strani, skupaj z več spiralami.
Proga se je začela graditi leta 1872, nekaj nižinskih odsekov pa se je odprlo do leta 1874. Celotna proga se je odprla leta 1882 po zaključku predora Gotthard. Proga je bila leta 1909 vključena v švicarske zvezne železnice in leta 1922 elektrificirana.
Prihodi do obstoječega predora še naprej omejujejo hitrost in zmogljivost na tej pomembni mednarodni progi, leta 1992 pa je bilo v okviru projekta NRLA sklenjeno, da se na osi Gotthard zgradi nova pot nižje ravni. Ta pot vključuje gradnjo novega baznega predora Gotthard in baznega predora Ceneri. Bazni predor Gotthard je bil dokončan in je bil integriran z obstoječo progo leta 2016, medtem ko je bil predor Ceneri odprt leta 2020.

## Zgodovina
- Sodobna risba, ki prikazuje gradbeno lokomotivo
- Spodnji most Ticino v fazi gradnje s prvotno konstrukcijo enojnega nosilca [3]
- Otvoritvena praznovanja v Bellinzoni

### Zasnova
V zgodnjih 1870-ih je imela severna Švica pomembno železniško mrežo s povezavami do sosednjih železnic Nemčije in Francije. Proti zahodu je proga dosegla Brig, v zgornji dolini Rone, od Lozane. V središču severa so proge povezovale Olten, Luzern, Zug in Zürich. Vendar nobena proga še ni tekla skozi Alpe do južne Švice ali meje z Italijo, ves železniški promet od severa do juga je moral bodisi proti zahodu ali vzhodu Švice, preko železnic Mont-Cenis, Semmering ali Brenner.
O poti sever-jug skozi Švico so razpravljali že leta 1848, na mednarodni konferenci v Bernu leta 1869 pa so odločili, da bo najboljša pot po dolinah rek Reuss in Ticino, ki ju povezuje predor pod prelazom Gotthard. Izbrana pot je bila starodavna, ki so jo romarji in trgovci uporabljali vsaj od 13. stoletja. [4] [5]
Pogodbe za gradnjo proge so bile sklenjene s Kraljevino Italijo leta 1869 in Nemškim cesarstvom leta 1871. Železniška družba Gotthard je bila ustanovljena v Luzernu leta 1871. Italijanska vlada je na koncu prispevala 2,25 milijona funtov, Švica in Nemčija vsaka 1,25 milijona funtov.

### Gradnja in otvoritev
Gradnja železnice Gotthard se je začela leta 1872, do 1874 pa so bili odprti prvi nižinski odseki od Biasce do Locarna in Lugana do Chiassa.
Celotna proga je bila od 21. maja do 25. maja 1882. v Luzernu in Chiassu odprta s praznovanji. Predvideno obratovanje se je začelo 1. junija. Takrat je bil 15,003 km dolg železniški predor Gotthard najdaljši železniški predor na svetu (leta 1906 ga je presegel predor Simplon – 19,803 km). Kmalu po gradnji je progo vojska zavarovala s trdnjavami (na primer nad Airolom in pri Biasci) in načini za zavarovanje predora v primeru invazije (med drugim umetni plaz, ki bi preprečil vhod v južni predor).
Hkrati je Aargauische Südbahn zaključil odsek od Rotkreuza do Immenseeja, ki je zagotavljal železniško povezavo iz Aaraua. Dodatne napajalne linije od Luzerna do Immenseeja in od Zuga do Arth-Goldauja so bile dokončane leta 1887.
| Dvotirna Gotthardska proga  | Dvotirna Gotthardska proga |                            |                 |                                |                 |
| Odsek                       | Odprta dvotirna            | Odsek                      | Odprta dvotirna | Odsek                          | Odprta dvotirna |
| --------------------------- | -------------------------- | -------------------------- | --------------- | ------------------------------ | --------------- |
| Immensee — Brunnen          | 01.05.1904                 | Ambri Piotta — Rodi Fiesso | 31.07.1890      | Maroggia Melano — Mendrisio    | 01.10.1913      |
| Brunnen — Sisikon           | 15.09.1947                 | Rodi Fiesso — Faido        | 28.05.1890      | Giubiasco — Al Sasso           | 20.12.1922      |
| Sisikon — Flüelen           | 01.03.1943                 | Rodi Fiesso — Faido        | 28.05.1890      | Al Sasso — Rivera Bironico     | 21.01.1934      |
| Flüelen — Altdorf           | 15.01.1896                 | Faido — Lavorgo            | 13.09.1891      | Rivera Bironico — Mezzovico    | 27.03.1942      |
| Altdorf — Erstfeld          | 06.12.1896                 | Lavorgo — Giornico         | 27.03.1892      | Mezzovico — Taverne Torricella | 02.05.1946      |
| Erstfeld — Silenen Amsteg   | 09.04.1893                 | Giornico — Bodio           | 01.05.1892      | Taverne Torricella — Lugano    | 30.04.1942      |
| Silenen Amsteg — Gurtnellen | 14.05.1893                 | Bodio — Biasca             | 15.05.1892      | Lugano — Melide                | 10.10.1915      |
| Gurtnellen — Wassen         | 26.06.1892                 | Biasca — Osogna            | 31.05.1896      | Melide — Bissone               | 02.04.1965      |
| Wassen — Göschenen          | 28.05.1893                 | Osognia — Bellinzona       | 19.04.1896      | Bissone — Maroggia Melano      | 03.06.1956      |
| Göschenen — Airolo          | 01.06.1883                 | Airolo — Ambri Piotta      | 02.09.1890      | Bissone — Maroggia Melano      | 03.06.1956      |
| Bellinzona — Giubiasco      | 01.06.1883                 | Mendrisio — Chiasso        | 01.05.1912      |                                |                 |

## Zgodnje obratovanje

### Vozni red iz leta 1899
Grafični vozni red Gotthardske železnice vsebuje veliko različnih informacij o materialnih in zlasti operativnih vidikih leta 1899, 17 let po otvoritvi predora Gotthard in dokončanju železnice. Ključ zemljevida in podnapisi za vsak stolpec najdete na vrhu strani. Od leve proti desni so podane informacije o lokaciji nadmorske višine posamezne postaje glede na gladino morja, vzdolžnem profilu, signalnih lučeh, predorih in njihovi dolžini, za vsak odsek poti na vožnjah proti jugu največji naklon, razdalje, uporabljeni telegrafi in njihov omrežja, signalni zvonovi in njihova povezava, telefoni, blok postaje, postavitev tirov posamezne postaje in njihova oprema, skupna uporabna dolžina preostalih tirov, najdaljša stranska proga, imena postaj in razdalje med njimi, razdalja do izhodišča in med glavne postaje. Časi odhoda in prihoda so prikazani v grafičnem voznem redu.
Podatke lahko dobimo glede na točko predora, ki leži na 1154,5 metra nadmorske višine in dejstvo, da predor ne teče naravnost, temveč v pobočju navzdol z obeh strani njegove točke. Predor je bil zasnovan tako, da bi dotekajoča voda lahko odtekala. Od železniške postaje Göschenen do točke predora se železniške proge dvignejo pod kotom 6 ‰ in se pri 2 ‰ spuščajo iz oglišča do vasi Airolo. Dolžina predora naj bi znašala 14.998 metrov, njegovo teme pa je bilo pri km 80. Upoštevati je treba, da so bile razdalje Gotthardske železnice merjene od mesta Immensee, kot je jasno navedeno na grafičnem voznem redu.
Postavitev tirov vsake postaje kaže, da je leta 1899 Gotthardska železnica potekala kot dvotirna od vasi Flüelen do Giubiasca. Na desni sliki proti severu je prikazana stražarska hiša na mostu Mondascia, ki prikazuje dvotirni in predhodni signal do vstopnega signala pred Biasco (na 132,5 km), omenjeno v voznem redu. Naslednja slika na desni prikazuje viadukt Pianotondo in zgornja vrata Pianotono-spiralnega predora s stražarnico, ki so se začela uporabljati v času dvotirne parne službe, približno v času veljavnosti grafičnega voznega reda.
Grafični vozni red vidi dve progi, ki peljeta proti jugu od postaje Giubiasco. Ena ima podpis "Chiasso", drugi pa "Luino / Locarno". Od te točke naprej železnica vozi po enojnem tiru. Sosednje postaje Giubiasca na jugu, Rivera-Bironico in Cadenazzo, so na enem tiru. Na vsakem podhodu na odseku Ceneri je do danes jasno vidno, da so bili zgrajeni v zelo različnih časovnih obdobjih. Odseka Giubiasco-Al Sasso in Al Sasso-Rivera sta bila leta 1922 oziroma 1934 opremljena z dvotirno progo.
Grafični vozni red je dvodimenzionalna podoba vožnje z vlakom. Čas je prikazan vodoravno od polnoči do 12. ure. Postaje na poti, od Zuga in Lucerna do Chiassa, Locarna in Luina, so prikazane navpično. Prvi redni vlak, hitri vlak s kočijami 1., 2. in 3. razreda, odpelje iz Bellinzone ob 03:17. Vlak s številko 55 poganja parna lokomotiva in po voznem redu v Giubiascu, Riveri-Bironico in Taverni ne vozi redno. Prihod v Lugano je predviden ob 04:09, od koder ponovno odhaja ob 04:14. Leta 1899 naj bi bilo celotno potovanje z vlakom od Bellinzone do Lugana 52 minut. Danes (2017) traja enako potovanje na enem od vlakov ES 27 minut. Ilustracije kažejo, da med vlakoma Giubiasco in Rivera Bironico ne gresta drug mimo drugega, saj je bila leta 1899, kot je omenjeno v zgornjem odstavku, ena proga. Te podatke lahko tako dobimo tako iz postavitve tira postaj kot iz grafičnega voznega reda. Na grafičnem voznem redu je vidno tudi dejstvo, da se med Osogno in Biasco vlaki med seboj vozijo, saj gre za dvotirno progo. Poleg tega so vlaki Arth-Rigi-Bahn (danes Rigi Railways) navedeni tudi v voznem redu železnic Gotthard. Lestvica voznega reda je 15 mm / uro vodoravno in 1,75 mm / km navpično

### Telegrafsko omrežje
Za koordinacijo vlakov je Gotthardska železnica uporabila telegrafsko omrežje, ki je povezalo vse železniške postaje na celotni progi od Luzerna do Chiassa, Locarna in Luina. To omrežje je poudarjeno na levi strani grafičnega voznega reda iz leta 1899. Telegrafi za vsako železniško postajo, prikazano na voznem redu, so označeni s črno piko. Kot kaže podroben odsek voznega reda, je postaja Biasca takrat uporabljala štiri telegrafe. Eden od teh telegrafov je povezoval vse postaje od Biasce do Bellinzone. Karkoli sporočilo je bilo izpuščeno na tem telegrafu (poslano z Morsejevo abecedo), je bilo posredovano vsem postajam do Bellinzone. Drugi telegraf je povezal vse postaje od Biasce do Göschenena. Tretje telegrafsko sporočilo je doseglo le železniške postaje Bellinzona, Faido, Airolo, Göschenen, Wassen in Erstfeld. Četrti telegraf je bil namenjen za velike razdalje. Sporočila, poslana od tam, so prispela do Bellinzone, Airola, Erstfelda, Goldauja in Lucerna. Telegrafe z Morsejevimi tipkami in telegrafske releje je izdelal Hasler AG [8] (Bern).

### Signalni zvonci
Gotthardska železnica je uporabljala signalne zvonce znotraj postaj in vzdolž proge, da bi signalizirali kateri koli bližajoči se vlak. Alarm se je sprožil, ko je vlak zapustil sosednjo postajo ali blokovsko postajo. Ti signalni zvonci so bili delno nameščeni vzdolž proge in so signalizirali gradbenim delavcem bližajoči se vlak. Poleg tega bi bila vsaka železniška hišica in železniški prehod opremljena s signalnim zvoncem. Vlake proti jugu so signalizirali trikratni zvoki, vlake proti severu pa dva dvojna zvonca. Signalni mehanizem na vsakem signalnem zvonu so morali zaposleni na postaji in železniški stražarji vsak dan ročno navijati. Del mehanizma je bila utež, ki jo je bilo treba dvigniti s pomočjo jermenice. Električni signal, ki je sprožil alarm, je sprožil rele, ki je s pomočjo zgoraj omenjene uteži aktiviral zvonček kladiva. Vsak signalni zvonec znotraj železniškega omrežja Gotthard je označen na grafičnem voznem redu. Signalni zvonec hišne številke 159 železniškega straža (Casello 159) na progi Monte Ceneri med Giubiascom in Rivera-Bironico je prikazan kot primer v odlomku voznega reda. Vlak proti jugu, ki odpelje Giubiasco za Rivera-Bironico, bi na svoji 11 kilometrov dolgi poti sprožil alarme enajstih različnih signalnih zvonov. Okoli leta 1980 so bili ti signalni zvonovi razgrajeni.
- Električni telegraf Gotthardske železnice
- Signalni zvonec na železniški postaji S.Antonino 
46°09′38.8″N 008°58′27.3″E / 46.160778°N 8.974250°E
- Signalni zvonec pri Gotthardbahnu severno od železniške postaje Göschenen
46°40′29.3″N 008°35′31.7″E / 46.674806°N 8.592139°E

### Vzdrževanje in varnost proge
V zgodnjih dneh Gotthardske železnice ultrazvok ni bil na voljo za pregled tirov. Zlomi znotraj njih so bili veliko pogostejši kot danes, ko so v postopku vzdrževanja uporabljeni posebni vlaki, opremljeni z ultrazvokom. Železniški čuvaj je bil še posebej pomemben pri zagotavljanju varnega obratovanja železniške proge. Železniški čuvaj je bil dodeljen posebnemu tiru, ki ga je moral vsak dan pregledati. O zlomih, deformacijah in splošnem stanju je bilo treba obvestiti vodjo proge. Tudi opis naloge čuvaja je bil nagnjen k odvijanju vijakov in sekanje grmovja. Del njegove dolžnosti je bilo tudi gašenje manjših grmičastih požarov, ki so jih povzročale močne zavore v tovornih vlakih pri spustu. Železniški čuvaj je bil opremljen z rdečo zastavo, da je lahko v nujnih primerih ustavil vlak. Stražarji so živeli v posebej predvidenih hišah ob progi. V italijanskem jeziku se te čuvarske hiše imenujejo Casello. Vsak dan so morali pregledati progo do naslednjega segmenta čuvaja. Stražarske hiše so bile zgrajene vzdolž celotne Gotthardske proge na razdalji do 4 kilometre med njimi in vse so bile oštevilčene. Od leta 1950 dalje inšpekcijski pregledi proge niso zahtevali toliko pregledov kot prej. Med Giubiascom in Rivero so železniški stražarji morali opraviti tak pregled le vsak drugi dan. Njihove nekdanje stražarske hiše so zdaj ostale brez osebja in so bile kasneje uporabljene kot počitniške hiše ali zasebna stanovanja. Od leta 1995 so se švicarske zvezne železnice (SBB) odočile za prodajo teh hiš.

## Švicarske zvezne železnice
Železniška družba Gotthard je železnico upravljala do leta 1909, ko je postala del Švicarskih zveznih železnic. To je bilo sedem let po ustanovitvi državne železnice in Gotthardska železnica je bila zadnja večja železnica, ki je bila vključena. Leta 1922 so Brown, Boveri & Cie elektrificirali celotno linijo z izmeničnim tokom 15 kV 16,7 Hz, ki so ga dovajali po zračnem vodu.
Gorska narava Gotthardske železnice je vedno omejevala hitrost in zmogljivost na tej pomembni mednarodni progi in za reševanje tega vprašanja so bili pripravljeni različni projekti z gradnjo proge na nižjih nivojih z veliko daljšimi predori, najzgodnejši tak predlog pa je bil leta 1947. Leta 1992 so se v okviru projekta NRLA odločil zgraditi novo pot na nižji ravni v osi Gotthard – Bazni predor Gotthard.
Odseki do predora Gotthard so bili dovzetni za skalne podore, ki so redno vodili do zapor železniške proge. V najhujšem tovrstnem incidentu v novejšem času je bila Gotthardska proga skoraj en mesec zaprta za ves promet po skalnem podoru blizu Gurtnellena 5. junija 2012, ki je ubil enega železniškega delavca, dva pa sta bila ranjena. Zapora je povzročila velike motnje v potniškem in mednarodnem tovornem prometu.

## Gradbeništvo

### Premostitveni objekti
Gotthardska železnica in njeni odcepi prečkajo skupno 1234 mostov in odprtih viaduktov v skupni dolžini 6471 metrov. Ločni mostovi iz kamna so bili zgrajeni le do svetle odprtine 12 metrov in so premoščali večje razdalje z železnimi nadgradnjami, kar je postalo pogost pogled na prvotni progi, njihovo železo je predstavljalo težo 17.723 ton. Gradnja vsakega mostu je predstavljala svoj individualni izziv, odvisno od okoliške geografije in geologije.
Z izjemo treh ločnih mostov so bili vsi jekleni mostovi sestavljeni iz zelo preprostih, ravnih, enojnih nosilnih konstrukcij. Te je bilo treba okrepiti že pred letom 1914, še med parnim obratovanjem zaradi hitro naraščajočega prometa in obremenitve. Na mostove so od spodaj, kjer je bilo to mogoče, pritrdili trebušne nosilne konstrukcije, od zgoraj pa so dodali ločno nosilno konstrukcijo, kjer je bila poleg drugih ukrepov to potrebna tudi kratka svetla višina. Sčasoma je bilo treba vse prvotne železne mostove zamenjati s sodobnimi, ker so bili zgrajeni in večkrat okrepljeni po specifikacijah, ki so jih vedno znova presegali povečani promet, hitrost in obremenitev.
Pomembni prvotno enosmerni mostovi na Gotthardski progi so:
- Viadukt Chärstelenbach ima dva razpona s čisto širino po 50 metrov in tirnicami na 53 metrov nad nizko vodo. Viadukt je bil ojačan s trebušno strukturo. Sodobna zamenjava še vedno uporablja srednji steber in opornike iz kamnitih lokov izvirnika.
- Most Intschireuss se razteza na najširši razpetini 75 metrov, tirnice pa na 76 metrih nad nizko vodo. Most je bil pred zamenjavo železne konstrukcije ojačan.
- Srednji most Meienreuss se razteza na 65 metrov s tirnicami 72 metrov nad rečnim dnom. Zamenjana je bila prvotna železna konstrukcija.

## Trenutni razvoj
Zgodovinska proga s svojimi dolgimi vzponi in spiralnimi zavoji omejuje hitrost in zmogljivost na tej pomembni mednarodni poti. Kot rezultat je bila zgrajena večinoma nova proga.
Bazni predor Gotthard, ki poteka od točke blizu Erstfelda do točke blizu Biasce, je bil za promet odprt 1. junija 2016, polno obratovanje pa se je začelo decembra istega leta. Z dolžino 57,1 km e to najdaljši železniški predor na svetu, ki presega predor Seikan na Japonskem. Njegova največja nadmorska višina 550 metrov je manj kot polovica višine sedanjega predora Gotthard in odpravlja potrebo po vleki vlakov. Čeprav je dobil ime, ker zaobide predor Gotthard, je pot osnovnega predora pravzaprav približno 14 kilometrov vzhodno, poteka pod Sedrunom in ne pod prelazom Gotthard, vendar še vedno pod masivom Saint-Gotthard.
Zgrajen je tudi bazni predor Ceneri, od Camorina do juga Bellinzone in Vezije na severu Lugana. Ta predor je dolg 15,4 kilometra in vlakom omogoča, da obidejo strme odseke Monte Ceneri.
Po odprtju predorov bo ves železniški promet še vedno moral uporabiti obstoječo pot severno od Erstfelda, med Biasco in Bellinzono ter južno od Lugana. Obvozni odseki obstoječe proge bodo ohranjeni za lokalne potniške storitve, za splošno zmogljivost in za preusmeritveno pot.
V okviru Gotthardskee osi projekta NRLA so predvidene nadaljnje obvoznice, vključno z novo pretežno tunelirano potjo od Arth-Goldau do Erstfelda in podaljšanjem obstoječega baznega predora Zimmerberg na poti med Zürichom in Zugom. Še ni bila sprejeta nobena zaveza za gradnjo teh odsekov proge.
Operater Sudostbahn je od 13. decembra 2020 napovedal, da bo iz Basla vodil novo storitev po prvotni liniji Gotthard z uporabo enot Stadler FLIRT, podobnih tistim, ki se uporabljajo na Voralpen express.